# Oxymoron (hudební skupina)
Oxymoron je německá Oi!/streetpunková kapela, vzniklá v roce 1992. V původní sestavě se sešli Sucker (zpěv) a jeho bratranec Bjoern (bicí), a spolu s nimi dva kamarádi, Martin (kytara) a Filzlaus (baskytara). Jsou známí jako antirasistická kapela

## Tvorba
První veřejné vystoupení bylo na lokálním punkovém festivalu v Erlangenu spolu s dalšími místními kapelami. Po vystoupení dostali několik nabídek na vystupování se známějšími kapelami po celém světě.
V květnu 1994 vydávají první EP “Beware, Poisonous!“, které vychází na jejich vlastním labelu Oxyfactory Records. Toto EP bylo brzy (říjen 1994) znovu vydáno na značce Helen of Oi! Records. V květnu 1995 vychází první LP - “Fuck The Nineties—Here’s Our Noize”, během jehož vydání kapelu opouští Filzlaus a nahrazuje ho Arne. Ve stejném roce absolvují Oxymoron velké turné po Evropě a v září vydávají s anglickými Braindance split EP “Mohycan Melodies”. Další EP, nazvané “Crisis Identity” vydávají v březnu 1996 na labelu Rough Beat Records. Poté následuje US tour spolu s Casualties a Braindance.
V dubna na labelu Knock-Out Records vychází druhé LP nazvané “The Pack Is Back”, poté turné po Evropě a Japonsku.
V roce 1998 opouští kapelu Arnie a nahrazuje jej Chrissy. S Dropkick Murphys vydávají split “Irish Stout vs. German Lager”. V březnu 1999 vychází miniLP “Westworld”, poté turné po Evropě a USA (kde s nimi hrají Dropkick Murphys a Ducky Boys). Po turné kapelu opouští Chrissy a na jeho místo přichází Morpheus.
V říjnu 2000 vychází kompilační album “Best Before 2000”, které obsahuje všechny vydané SP spolu se skladbami z různých kompilací a v listopadu roku 2001 vychází LP “Feed The Breed“.
Od roku 2002 kapela nefunguje, podle svých slov pouze dočasně.
V roce 2006 vychází album “Sucker Stories” – sólový projekt zpěváka Suckera, nazvaný Bad Co. Project .

## Diskografie

### Alba
- 1995: Fuck The Nineties: Here's Our Noize
- 1997: The Pack Is Back
- 1999: Westworld
- 1999: Best Of Before 2000
- 2001: Feed The Breed

### EP
- 1994: Beware, Poisonous!
- 1996: Crisis Identity
- 2001: Savage Output